# Drouvin-le-Marais
 Drouvin-le-Marais  es una población y comuna francesa, situada en la región de Norte-Paso de Calais, departamento de Paso de Calais, en el distrito de Béthune y cantón de Barlin.

## Demografía
| 343 | 354 | 334 | 344 | 383 | 404 |
| Para los censos de 1962 a 1999 la población legal corresponde a la población sin duplicidades (Fuente: INSEE [Consultar]) |     |     |     |     |     |